# Get Back (ASAP)
Get Back – singiel rumuńskiej wokalistki Alexandry Stan wydany 28 marca 2011 roku przez wytwórnię płytową Jeff Records.

## Lista utworów
- Get Back (3:27)
- Get Back [radio edit] (3:30)
- Get Back [exdended version] (4:26)

## Pozycje na listach
| Lista przebojów (2011)           | Najwyższa pozycja |
| -------------------------------- | ----------------- |
| Belgia (Singles Chart, Wallonia) | 28                |
| Francja (Singles Chart)          | 19                |
| Polska (Dance Chart)             | 26                |